# Sean Gunnell
Sean Alexander Gunnell (* 8. Juli 1988 in San Francisco, Kalifornien) ist ein US-amerikanischer Schauspieler.

## Leben
Gunnell wurde am 8. Juli 1988 um 15:33 Uhr in San Francisco geboren. Er wuchs in der kalifornischen Stadt Mill Valley auf. Er studierte Schauspiel von 2006 bis 2008 an der College of Marin University, von 2010 bis 2012 am The Meisner Technique Studio und von 2009 bis 2013 an der Academy of Art University, die er mit dem Bachelor-Abschluss verließ.
Erste Schritte als Schauspieler machte Gunnell bereits ab Mitte der 2000er Jahre in mehreren Theaterstücken. Ab 2011 bis 2015 wirkte er in mehreren Kurzfilmen mit. 2016 stellte er im Mockbuster Battlefield: Drone Wars die größere Rolle des Getty dar. 2017 verkörperte er im Kurzfilm Collar eine der Hauptrollen. Der Kurzfilm wurde auf mehreren Filmfestivals weltweit gezeigt. 2021 spielte er im Fernsehfilm Dangerous Medicine die Rolle des Gary, dessen Bruder Kyle, gespielt von Mark Haptonstall, von der Ärztin Daphne, gespielt von Leann Van Mol, zu Tode gepflegt wird. 2022 stellte er die Rolle des Mike im Film Reflections of a Broken Memory dar.

## Filmografie (Auswahl)
- 2011: Larkin (Kurzfilm)
- 2012: For Rent (Kurzfilm)
- 2013: Grant and Allison (Kurzfilm)
- 2014: The Birthday (Kurzfilm)
- 2014: Fault (Kurzfilm)
- 2014: The Future Has No Future (Kurzfilm)
- 2015: 0-1 (Kurzfilm)
- 2015: The Gathering: 0-1 (Kurzfilm)
- 2016: Battlefield: Drone Wars (Drone Wars)
- 2016: The Tree of Three (Kurzfilm)
- 2017: Escape Artist
- 2017: Collar (Kurzfilm)
- 2018: Natushka and Elena (Fernsehserie, Episode 1x08)
- 2018: Lighter Than Air (Kurzfilm)
- 2019: Internal Malfunction (Kurzfilm)
- 2019: A Conversation (Kurzfilm)
- 2021: Dangerous Medicine (Fernsehfilm)
- 2021: Knucks
- 2022: The Sleep: Survival Horror – Part One
- 2022: Balloon Animal
- 2022: Black Harvest (Kurzfilm)
- 2022: Reflections of a Broken Memory

## Theater (Auswahl)
- 2005: Romeo and Juliet, Regie: Robert Currier, Forest Meadows Amphitheatre
- 2006: The Comedy of Errors, Regie: James Dunn, Forest Meadows Amphitheatre
- 2006: Doug, Regie: Craig Slaight, Creativity Theater
- 2007: Dancing at Lughnasa, Regie: Molly Noble, James Dunn Theatre
- 2008: A Midsummer Night's Dream, Regie: James Dunn, James Dunn Theatre
- 2009: Tartuffe, Regie: W. Allen Taylor, James Dunn Theatre
- 2011: Almost An Evening, Regie: Orin Mazzoni, Genitti's Hole
- 2012: I Hate Hamlet, Regie: Clark Houston Lewis, Sutter Street Theatre
- 2012: The Heidi Chronicles, Regie: Clark Houston Lewis, Sutter Street Theatre
- 2013: A Streetcar Named Desire, Regie: W. Allen Taylor, James Dunn Theatre
- 2014: Journey's End, Regie: James Dunn, Ross Valley Players
- 2015: Palm Springs Happening, Regie: Daniel Korth, Palm Springs
- 2016: The Gypsy Machine, Regie: Daniel Korth, Bearded Lady's Mystic Museum
- 2017: Cabaret, Regie: Fred Helsel und David Ralphe, Simi Valley Cultural Arts Center
- 2017: The Rocky Horror Show, Regie: Samantha Eve, Center Stage Theater